# Mine von Naica

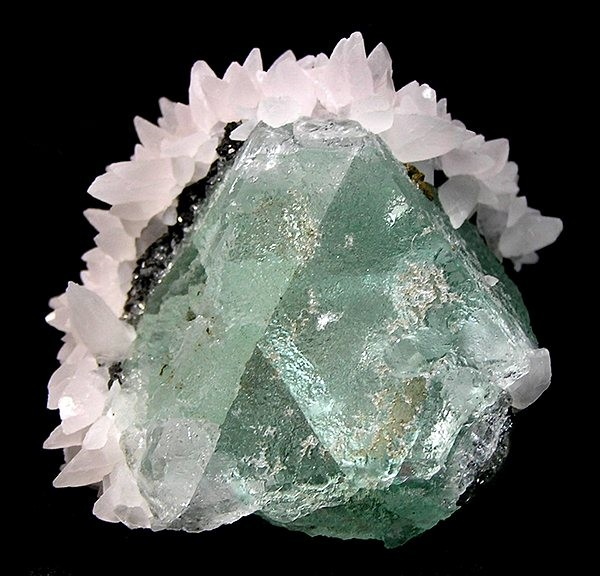
Grüner Fluorit, von weißem Calcit umrahmt, aus der Mine von Naica, abgetragen in den 1980er Jahren. Maße: 5,5 cm × 5,1 cm × 4,4 cm

Die Mine von Naica (spanisch: Mina de Naica) ist ein Erzbergwerk in der Nähe der Stadt Naica im Bundesstaat Chihuahua im Norden von Mexiko. Die Mine erlangte weltweite Bekanntheit durch die natürlichen Kavernen im Berg, die im Rahmen des Minenbetriebs entdeckt wurden und Riesenkristalle aus Marienglas (Selenit), einer Gipsvarietät, enthalten. Eine dieser Kavernen, die „Höhle der Kristalle“, enthält 14 Meter lange und bis zu 50 Tonnen schwere Kristalle, die größten bekannten Kristalle der Erde.

## Geschichte

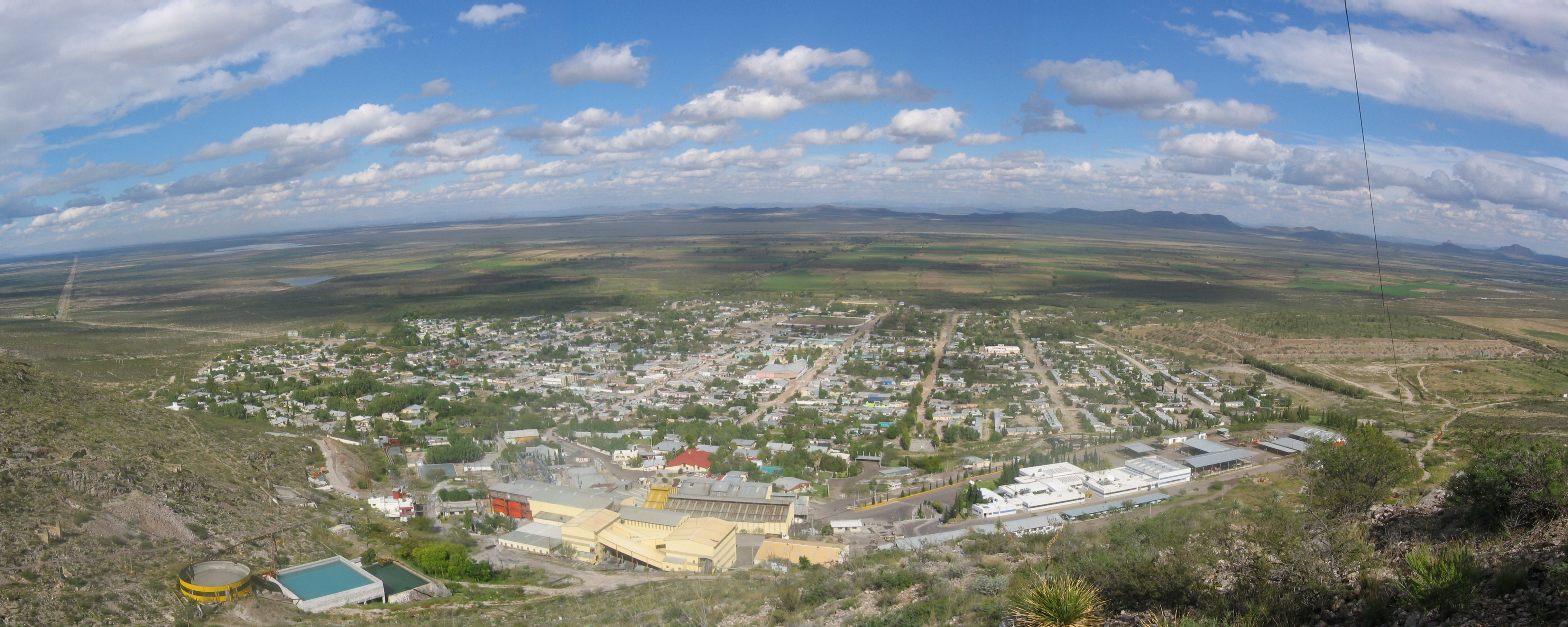
Panorama von Naica

1794 fanden Alejo Hernández, Vicente Ruiz und Pedro Ramos südlich der Hauptstadt Chihuahua eine kleine Erzader am Fuße einer Bergkette, die als Naica bekannt war. Sie meldeten ihren Anspruch an und gaben der neuen Mine den Namen San José del Sacramento. Die ersten Arbeiten begannen jedoch erst 1828 und dann auch nur in geringem Maße. 1896 meldete Santiago Stopelli seinen Anspruch am Berg von Naica an und die Siedlung wurde als Dorf anerkannt. Kurz danach wurde die Compañía Minera de Naica gegründet und 1900 begann der Abbau im großen Stil. 1911 war die Siedlung so wichtig geworden, dass sie den Status als municipio (Kreisstadt) erlangte. Aufgrund des mexikanischen Bürgerkrieges mussten jedoch die Arbeiten eingestellt werden und wurden erst 13 Jahre später unter der Compañía Minera Peñoles fortgesetzt. Zwischen 1920 und 1961 wurde die Mine von amerikanischen Unternehmen geführt und seitdem vom Konzern Grupo Peñoles. In Naica werden hauptsächlich Blei und Zink, aber auch Gold, Silber, Kupfer sowie Wolfram und Molybdän abgebaut.
1910 wurde die Höhle der Schwerter entdeckt. Im Jahr 2000 wurde bei Explorationsarbeiten in der Mine zufällig die Höhle der Kristalle gefunden. Beim weiteren Ausbau der Mine achtet die Minengesellschaft nun auf die Erhaltung der Kristallhöhlen und schützt sie durch Verlegung von Stollen sowie das Verschließen der Zugänge zu den Höhlen gegen Plünderer.
Von 2006 bis 2009 wurden die Höhlen von Naica systematisch durch Forscher aus sechs verschiedenen Nationen und acht Fachgebieten erkundet. Neben Speläologen waren auch Geochemiker, Kristallographen, Mikrobiologen, Pollenforscher und Immunologen beteiligt. Ziel der Untersuchungen war es, die Bildungsbedingungen zu diesem außergewöhnlichen Riesenwuchs der Gipskristalle zu ergründen. Seit 2009 sind die Höhlen aus Sicherheitsgründen für jeglichen Besucherverkehr gesperrt. Dies gilt sowohl für Forscher als auch für Journalisten.
2015 erlitt das Pumpwerk des Bergwerks eine Undichtigkeit, die die Pumpleistung übersteigt, so dass der Wasserpegel in der Mine allmählich wieder ansteigt. Dies verhindert nun auch physisch den Zugang zu den Höhlen. Momentan ist unklar, ob sie dadurch wieder geflutet werden.

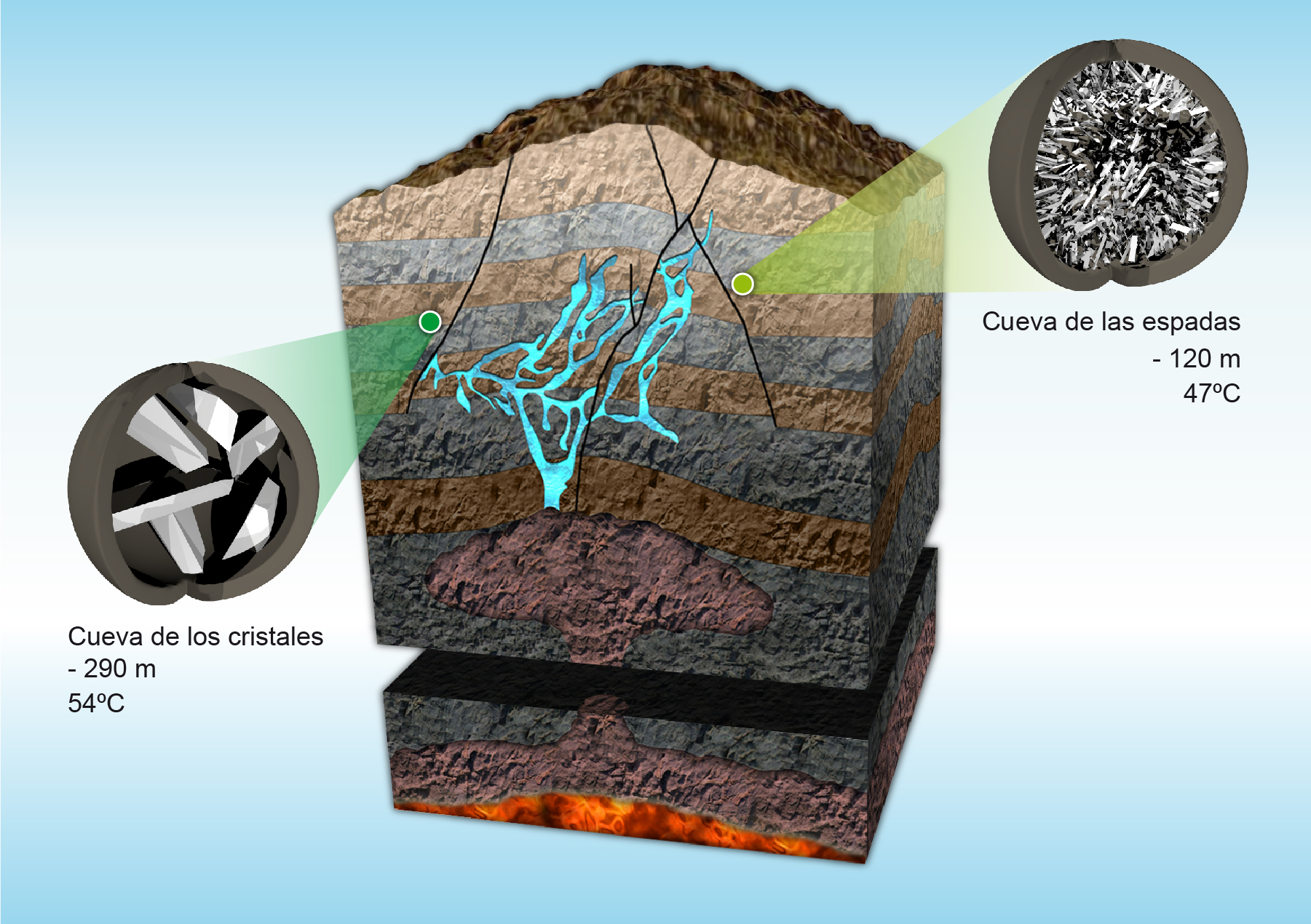
Ein schematisches Schnittbild zeigt die geologischen Verhältnisse mit der Höhle der Kristalle links und der Höhle der Schwerter rechts.

## Einzelhöhlen

### Höhle der Schwerter (cueva de las espadas)
Die Höhle wurde 1910 in einer Tiefe von 120 Metern entdeckt und erstreckt sich über eine Länge von 70 bis 80 Metern. Boden, Decke und Wände sind mit großen Selenitkristallen bedeckt. Einige dieser Kristalle erreichen Längen von über einem Meter und weisen eine Ähnlichkeit mit Schwertern auf, was der Höhle den Namen gab. Diese Kristalle galten bis zur Entdeckung der weiteren Höhlen in Naica als die größten der Welt. Im Unterschied zu den neu entdeckten Höhlen sind die Kristalle der Höhle der Schwerter von zahlreichen Wuchsstörungen durchzogen und nicht durchsichtig, sondern trüb. Dies wird durch die größere Nähe zur Erdoberfläche und dadurch bedingte Temperaturschwankungen erklärt.

### Höhle der Kristalle (cueva de los cristales)

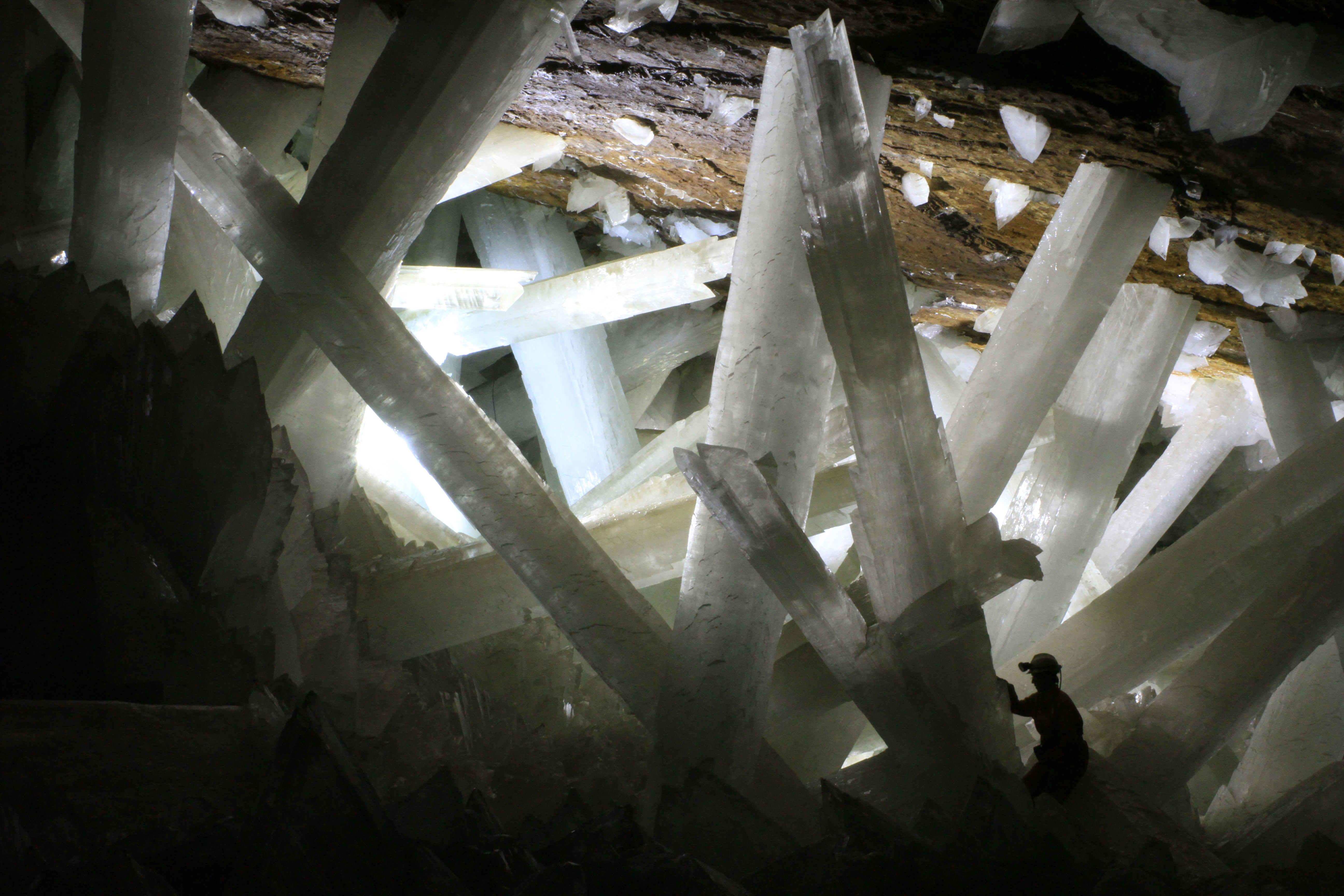
Riesenkristalle aus Marienglas (Selenit) in der Cueva de los Cristales („Höhle der Kristalle“), man beachte die Person unten rechts für den Größenvergleich.

Diese Höhle befindet sich in einer Tiefe von 290 Metern, hat einen Durchmesser von etwa 30 Metern und wurde erst im April 2000 entdeckt. Die Kristalle in dieser Höhle erreichen eine Länge von bis zu 11,4 Metern bei einem Durchmesser von zwei Metern und einem Gewicht von 12 Tonnen. Der größte der Kristalle ist vermutlich 100.000 bis 1.000.000 Jahre alt. In der Höhle herrschen Temperaturen zwischen 45 und 50 °C und eine Luftfeuchtigkeit von 90 bis 100 %. Aufenthalte von mehr als 10 Minuten sind so nur mithilfe technischer Hilfsmittel möglich.
Bei fast mit Wasserdampf gesättigter Luft von 45–50 °C Temperatur verdunstet Schweiß auf Haut von 37 °C nicht mehr. Umgekehrt kondensiert eher Wasserdampf auf der Haut und bringt Wärmeenergie in den Körper ein. Gegengesteuert werden kann durch Atmen von trockener Luft und Verdunstung von Körperwasser im Atemtrakt, bei wasserdampfdichter Wärmeisolierung des Körpers. Luft aus Druckgasflaschen von 200 oder 300 bar muss aus technisch-physikalischen Gründen fast völlig frei von Wasser sein. Was Taucher mitunter auskühlend belastet, kann hier genutzt werden. Alternativ wird nur die Körperoberfläche mit trockener Luft gespült, um über die Verdunstung von Schweiß zu kühlen oder der Körper wird direkt mit kaltem Wasser oder Eis gekühlt. Die Expansion der Luft aus der Druckflasche kühlt die Luft ebenfalls.

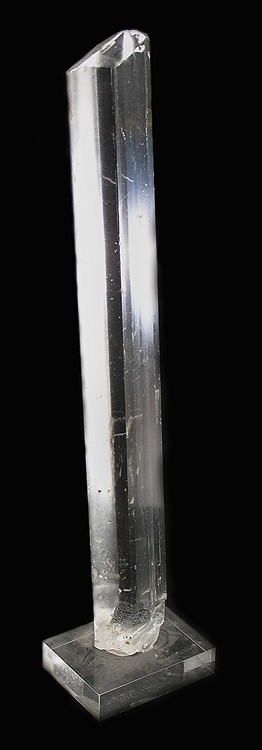
Ein 23 cm langes "Schwert" aus Marienglas

#### Entstehung der Kristalle
Die Kristalle konnten nur dadurch entstehen, dass über lange Zeiträume eine sehr geringe Übersättigung in der Lösung, mit der die Höhle gefüllt war, herrschte. Dabei ist es problematisch zu erklären, wie es möglich war, eine solch geringe Übersättigung ohne große Schwankungen über einen so langen Zeitraum zu erhalten. Analysen flüssiger Inklusionen in den Kristallen zeigen, dass diese aus einer Lösung mit niedrigem Salzgehalt bei 55 °C gewachsen sind. Diese Temperatur liegt nur wenig unter 58 °C, bei der Anhydrit statt Gips ausfällt und somit keine Kristalle gebildet werden. Kinetische Berechnungen zur Bildung von Kristallisationskeimen ergaben, dass das Kristallwachstum nach dem vorliegenden Mechanismus nur in diesem sehr engen Temperaturbereich möglich ist, wie er in der Höhle vor ihrer Entdeckung gegeben war.
Die relativ hohe Temperatur in der Höhle ergibt sich aus der Tatsache, dass sich 3 bis 5 km unterhalb eine Magmakammer befindet und sich darüber ein hydrothermaler Kreislauf bilden konnte. Die Erdschicht über der Höhle wirkt wärmeisolierend. Da die Höhle keine direkte Verbindung zur Außenwelt hatte, ergab sich eine konstante Temperatur, die vom Abstand zur Magmakammer und der Dicke der Isolierschicht abhängig ist und nicht mit der Außentemperatur schwankt. Seit der Öffnung der Kammer und Herstellung einer Verbindung zur Außenwelt zeigen Messungen jedoch, dass die Temperatur jährlich um etwa ein halbes Grad abnimmt.
Vulkanische Aktivität führte vor 26 Millionen Jahren dazu, dass der Berg von Naica entstand. In mit mineralhaltigem Wasser gefüllten Kammern bildete sich zunächst Hochtemperatur-Anhydrit, die kristallwasserfreie Variante von Gips. Anhydrit entsteht als stabile Form bei Lösungstemperaturen oberhalb von 58 °C, darunter entsteht der kristallwasserhaltige Selenit. 
Als das Magma unterhalb des Berges langsam abkühlte, fiel die Temperatur unter 58 °C und das Anhydrit begann sich aufzulösen. Das führte zu einer Anreicherung von Sulfaten und Calcium, die sich über lange Zeiträume als Selenitkristalle ablagern konnten.
Der norwegische Geologe Stein-Erik Lauritzen konnte aufgrund einer Uran-Thorium-Datierung das Alter der Kristalle auf etwa 350.000 Jahre schätzen. 
Über lange Zeit blieben die Umweltbedingungen konstant, da das Höhlensystem in sich geschlossen blieb. So wurde das Wasser nur langsam ausgetauscht, und die Temperatur veränderte sich kaum. Unter diesen idealen Bedingungen hatten die Kristalle genügend Zeit, auf die entdeckten Ausmaße zu wachsen.
Die Kristalle unter der Erde sind jedoch vergänglich: Befanden sich die Kristalle während des Wachstums in einem Wasserbad, so liegen sie nun trocken, da das Grubenwasser der Mine abgepumpt wird, solange die Bergbau-Aktivitäten andauern. Dies beeinflusst die gewachsenen Kristalle. Seit 2006 arbeiten Forscher intensiv daran, soviel Wissen wie möglich über die Höhle zu sammeln und die Schönheit der Höhle und Gips-Kristalle in Bildern für die Nachwelt festzuhalten.

### Höhle Auge der Königin (cueva el ojo de la reina)
Ähnlich wie die Höhle der Kristalle befindet sich diese Höhle in einer Tiefe von 300 Metern, ist aber mit acht Metern Durchmesser deutlich kleiner. Sie enthält ebenfalls sehr große Kristalle.

### Höhle der Kerzen (cueva de las velas)
Diese vierte Höhle liegt ebenfalls in einer Tiefe von ca. 300 Metern und wurde, wie die Höhle der Kristalle, im Jahr 2000 entdeckt. Vor Beginn der Minenarbeiten befanden sich dort ebenfalls große Gipskristalle, zusätzlich jedoch eine poröse Schicht aus Mangan- und Eisenhydroxiden. Die großen Gipskristalle sind zu einem Teil von winzigen, kerzenartigen Gipskristallen überzogen. Vermutlich entstanden diese feinen Kristalle innerhalb einer Zeitspanne von nur ein bis zwei Wochen, als durch den Minenbetrieb das Grundwasser absank und die poröse Hydroxidschicht genügend mineralhaltiges Wasser gespeichert hatte, um weiteres Kristallwachstum zu ermöglichen.